# Drábsko
Drábsko je obec na Slovensku v okrese Brezno. Rozprostírá se na nevelké náhorní plošině mezi Klenovským Veprom, Ľubietovským Veprom a Poľanou.

## Historie
Obec byla založena roku 1810 po rozsáhlém lesním polomu, kdy tehdejší majitel lesů hrabě Forgách přivedl na místo skupinu prvních dřevorubců.

## Turistika
Do Drábska vede asfaltová cesta z Brezna i Hriňové, za dobrého počasí je odud možné pozorovat panorama Slovenského rudohoří, Nízkych Tater (Chopok, Ďumbier i Kráľovu hoľu).

## Kultura
V obci se nachází několik dřevěných památkově chráněných staveb.